# Bananarama (album)
Bananarama è il secondo album pubblicato dall'omonimo trio femminile britannico pop rock / new wave delle Bananarama, nel 1984, su etichetta London Records.

## Il disco
Dopo un primo riuscito esperimento sul disco di debutto, la band continua la proficua collaborazione con il duo di produttori Tony Swain e Steve Jolley (noti congiuntamente come Jolley & Swain), creatori del suono vincente degli Imagination e di Alison Moyet, e già responsabili per la produzione di un paio di tracce sul precedente Deep Sea Skiving del trio di ragazze. Con questo lavoro, le Bananarama ottengono il loro primo significativo successo negli USA, con il singolo "Cruel Summer", riuscendo a entrare nella Top 10 americana della classifica di Billboard Hot 100.
Il gruppo tenta anche di mostrare un'immagine artistica più seria e impegnata, per far fronte alle continue accuse della stampa britannica, che le aveva ripetutamente bollate come prive di talento e costruite a tavolino, puro risultato del lavoro dei produttori. "Rough Justice", uno dei 6 singoli estratti in totale dalle varie edizioni e nei vari paesi (il meno fortunato in UK, dove ha comunque raggiunto la Top 30), è un brano ispirato dall'uccisione, avvenuta a Belfast, di un caro amico delle tre ragazze, Thomas Reilly, al quale è dedicato l'intero album, mentre il singolo più famoso, la celebre "Robert DeNiro's Waiting", nonostante il ritmo dance e la melodia orecchiabile, presenta un testo forte, in cui si tratta di stupro. L'originale titolo regalerà al trio un'uscita a cena con l'omonimo attore italo-statunitense, Robert De Niro, alla quale si presenteranno quasi completamente ubriache, per la paura e l'emozione di incontrare il loro idolo (l'episodio è narrato, tra l'altro, nella busta interna della loro prima raccolta di successi ufficiale, The Greatest Hits Collection del 1988).
Oltre ai 6 singoli estratti in totale, un settimo brano, "State I'm In", pur non uscendo in formato 45 giri, viene pubblicizzato con un videoclip indipendente, appositamente girato, che vede le ragazze esibirsi in quello che ha tutta l'aria di essere un tipico club tedesco (anche il video di "Cheers Then", ultimo estratto dal primo album, era stato girato in zona germanofona), vestite con gli stessi abiti utilizzati anche per la successiva clip di "The Wild Life", colonna sonora per l'omonimo film, che viene, per breve tempo, inserita sull'edizione statunitense dell'album.
Nel marzo del 2007, la Rhino Records ha ristampato su CD i primi sei album della band, rimasterizzandoli e includendo su ciascuno una serie di bonus tracks, costituite da lati B, remix e altre tracce fino ad allora mai incluse su nessun album, come colonne sonore e singoli internazionali.

## Tracce
1. "Cruel Summer" (Jolley, Swain, Sara Dallin, Fahey, Woodward) — 3:33
2. "Rough Justice" (Jolley, Swain, Dallin, Fahey, Woodward) — 5:04
3. "King of the Jungle" (Jolley, Swain, Dallin, Fahey, Woodward) — 3:31
4. "Dream Baby" (Ecstasy, Holliday) — 2:55
5. "Link" (Jolley, Swain, Dallin, Fahey, Woodward) — 1:31
6. "Hot Line to Heaven" (Jolley, Swain, Dallin, Fahey, Woodward) — 7:17
7. "State I'm In" (Jolley, Swain, Dallin, Fahey, Woodward) — 2:45
8. "Robert De Niro's Waiting" (Jolley, Swain, Dallin, Fahey, Woodward) — 3:43
9. "Through a Child's Eyes" (Jolley, Swain, Dallin, Fahey, Woodward) — 3:39

Alcune edizioni statunitensi in vinile della metà degli anni ottanta nonché alcune versioni in CD includono anche The Wild Life (colonna sonora portante dell'omonimo film), sostituendo la versione integrale di "Hot Line to Heaven", molto più lunga, quasi un'«extended version», con quella più breve realizzata per il singolo. Per quanto riguarda invece il brevissimo strumentale "Link", che chiudeva il Lato A del vinile, le originarie edizioni dell'LP non la accreditavano come traccia individuale, ma quasi come una coda della precedente "Dream Baby". Questa specie di traccia fantasma, esclusa dalle edizioni che comprendevano "The Wild Life", compariva anche, sempre non segnalata, prima dell'inedito "Push!", sul lato B della versione britannica 12" di "Robert DeNiro's Waiting".

### Bonus tracks sulla ristampa del 2007
1. "Cairo" (Jolley, Swain, Dallin, Fahey, Woodward) — 3:47 (lato B di "Cruel Summer")
2. "Push!" (Jolley, Swain, Dallin, Fahey, Woodward) — 4:08 (lato B di "Robert DeNiro's Waiting")
3. "Rough Justice" (versione del singolo) — 3:36
4. "Live Now" (Jolley, Swain, Dallin, Fahey, Woodward) — 3:02 (lato B di "Rough Justice")
5. "Hot Line to Heaven" (versione del singolo) — 3:53
6. "The Wild Life" (Jolley, Swain, Dallin, Fahey, Woodward) — 3:54

## Classifiche

### Album
| Classifica (1984)   | Posizione più alta |
| ------------------- | ------------------ |
| Classifica Album UK | 16                 |
| Billboard 200 USA   | 30                 |

### Singoli
| Singolo                   | Classifica (1983-1984) | Posizione più alta |
| ------------------------- | ---------------------- | ------------------ |
| "Cruel Summer"            | Classifica Singoli UK  | 8                  |
| "Cruel Summer"            | Billboard Hot 100 USA  | 9                  |
| "Robert DeNiro's Waiting" | Classifica Singoli UK  | 3                  |
| "Robert DeNiro's Waiting" | Billboard Hot 100 USA  | 95                 |
| "Rough Justice"           | Classifica Singoli UK  | 23                 |
| "Hot Line to Heaven"      | Classifica Singoli UK  | 58                 |
| "The Wild Life"           | Billboard Hot 100 USA  | 70                 |